# James Marshall Unger
James Marshall Unger (Cleveland, Ohio, Estados Unidos, 28 de maio de 1947) é um professor de língua japonesa na Universidade do Estado de Ohio. Suas especialidades são a linguística histórica e os sistemas escritos do leste asiático.
Uma das suas principais contribuições de Unger é a demolição da ideia — desenvolvida por Ernest Fenollosa e divulgada pelo poeta Ezra Pound — que todo o carácter escrito do chinês têm um significado (é um ideograma).

## Obras
- Studies in Early Japanese Morphophonemics (Bloomington:  Indiana University Linguistics Club, 1977; 2nd ed. 1993)
- The Fifth Generation Fallacy (New York:  Oxford University Press, 1987)
- Literacy and Script Reform in Occupation Japan  (New York:  Oxford University Press, 1996)
- Ideogram:  Chinese Characters and the Myth of Disembodied Meaning (Honolulu:  University of Hawai'i Press, 2004)